# Discografia de Malta
A discografia de Malta compreende em um álbum em estúdio batizado de "Supernova" lançado pela Som Livre. O primeiro álbum vendeu cerca de 280 mil cópias no Brasil, ficando em primeiro lugar entre os álbuns mais vendidos do Brasil por nove semanas.

## Álbuns

### Álbuns de estúdio
| Supernova                                                                              | - Lançamento: 1 de setembro de 2014 - Formatos: CD, download digital - Gravadora: Som Livre | 1  | - : 280.000 | - : 3× Platina |
| Nova Era                                                                               | - Lançamento: 2 de outubro de 2015 - Formatos: CD, download digital - Gravadora: Som Livre  | 4  | - : 70.000  | - : Ouro       |
| Indestrutível                                                                          | - Lançamento: 18 de novembro 2016 - Formatos: CD, download digital - Gravadora: Som Livre   | 12 | - : 10.000  |                |
| IV                                                                                     | - Lançamento: 2019 - Formatos: CD, download digital - Gravadora: Independente               | 34 | - : 1.000   |                |
| "—" denota álbuns que não entraram nas paradas musicais ou não foram lançados no país. |                                                                                             |    |             |                |

## Singles

### Como artista principal
| "Diz pra Mim"                                                                           | 2014 | 22 | Supernova                                                             |
| "Memórias (Come Wake Me Up)"                                                            | 2014 | 76 | Supernova                                                             |
| "Dona da Voz"                                                                           | 2015 | 31 | Nova Era                                                              |
| "Nada Se Compara"                                                                       | 2016 | —  | Nova Era                                                              |
| "Indispensável Para Mim"                                                                | 2016 | —  | Indestrutível                                                         |
| "Primeiro Amor"                                                                         | 2016 | 52 | Indestrutível                                                         |
| "Te Quero Aqui" (ft. MC Guimê)                                                          | 2017 | —  | Indestrutível                                                         |
| "Amor Proibido"                                                                         | 2017 | —  | Trilha Sonora: Aşk-ı Memnu (conhecida no Brasil como "Amor Proibido") |
| "Ainda Estou Aqui"                                                                      | 2019 | —  | IV                                                                    |
| "—" denota singles que não entraram nas paradas musicais ou não foram lançados no país. |      |    |                                                                       |

### Como artista convidado
| "Então É Natal" (com Victor & Leo)                                                      | 2014 | — | — | Natal em Família 2 |
| "Anjo ou Fera" (com Victor & Leo)                                                       | 2015 | — | — | Irmãos             |
| "—" denota singles que não entraram nas paradas musicais ou não foram lançados no país. |      |   |   |                    |

### Singles promocionais
| Canção                                                        | Ano  | Álbum                     |
| ------------------------------------------------------------- | ---- | ------------------------- |
| "Memórias (Come Wake Me Up)" (Versão Superstar)               | 2014 | Superstar - Top 6 + Top 4 |
| "Alguém" (Versão Superstar)                                   | 2014 | Superstar - Top 12        |
| "Mais Que o Sol" (Versão Superstar)                           | 2014 | Superstar - Top 10        |
| "Baby" (Versão Superstar)                                     | 2014 | Superstar - Top 9         |
| "Nova História" (Versão Superstar)                            | 2014 | Superstar - Top 8         |
| "Lendas" (Versão Superstar)                                   | 2014 | Superstar - Top 7         |
| "I Don't Want to Miss a Thing" (Versão Superstar)             | 2014 | Superstar - Top 6 + Top 4 |
| "Supernova" (Versão Superstar)                                | 2014 | Superstar - Top 6 + Top 4 |
| "Entre Nós Dois" (Versão Superstar)                           | 2014 | Superstar - Top 6 + Top 4 |
| "Against All Odds (Take a Look at Me Now)" (Versão Superstar) | 2014 | Superstar - Top 6 + Top 4 |

## Outras aparições

### Trilhas sonoras
| Canção        | Ano  | Mídia                                                  | Tipo   | EMissora        |
| ------------- | ---- | ------------------------------------------------------ | ------ | --------------- |
| Diz pra Mim   | 2014 | Alto Astral                                            | Novela | Rede Globo      |
| Amor Proibido | 2017 | Aşk-ı Memnu (conhecida no Brasil como "Amor Proibido") | Novela | TV Bandeirantes |

## Videografia

### Videoclipes
| Título                       | Ano  | Diretor(es) |
| ---------------------------- | ---- | ----------- |
| "Diz pra Mim"                | 2014 | Mess Santos |
| "Memórias (Come Wake Me Up)" | 2014 | —           |
| "Supernova"                  | 2015 | —           |